# Sixten Jernberg
Sixten Jernberg   (6 de febrer de 1929 - 14 de juliol de 2012) fou un esquiador de fons suec que destacà durant les dècades del 1950 i 1960. Fou un dels esquiadors de fons amb més èxit de tots els temps. Entre 1952 i 1964 va participar en 363 curses d'esquí, acabant dins del podi en 263 i guanyant-ne 134. En aquest període va guanyar quatre títols mundials i nou medalles olímpiques. En 12 proves disputades en tres Jocs d'Hivern consecutius mai va acabar més enllà del cinquè lloc i entre 1955 i 1960 va guanyar 86 de les 161 competicions que disputà.
Pels seus èxits en l'esquí de fons va rebre la medalla Holmenkollen el 1960 (compartida amb Helmut Recknagel, Sverre Stensheim i Tormod Knutsen). El 1956 va rebre la medalla d'or Svenska Dagbladet (compartida amb el pentatleta Lars Hall).

## Carrera esportiva
Especialista en esquí de fons, debutà en competició internacional en el Campionat del Món d'esquí de fons l'any 1954 a Falun, prop de la seva població natal, aconseguint la medalla de bronze en la prova de relleus de 4x10 quilòmetres. Posteriorment en aquesta competició aconseguí la medalla de bronze l'any 1958 a Lahti en la prova de 30 quilòmetres així com la medalla d'or en les proves de 50 quilòmetres i en els relleus 4x10 km. En el mundial de 1962 disputat a Zakopane (Polònia) aconseguí revalidar les seves medalles d'or aconseguides anteriorment.
En els Jocs Olímpics d'Hivern tingué una carrera molt llarga, debutant en els Jocs Olímpics d'Hivern de 1956 disputats a Cortina d'Ampezzo (Itàlia), on aconseguí la medalla d'or en la prova de 50 km, la medalla de plata en les proves de 15 km i 30 km i la medalla de bronze en la prova de relleus 4x10 km.
En els Jocs Olímpics d'Hivern de 1960 celebrats a Squaw Valley (Estats Units) aconseguí guanyar la medalla d'or en la prova de 30 km i la medalla de plata en els 15 km, a més de finalitzar quart en la prova de relleus 4x10 km i cinquè en la prova de 50 km.
En els Jocs Olímpics d'Hivern de 1964 celebrats a Innsbruck (Iugoslàvia) aconseguí guanyar la medalla d'or en la prova de 50 km i relleus 4x10 km així com la medalla de bronze en la prova de 15 km.